# Bibliothèque Abbé-Grégoire
 (mai 2014).
Si vous disposez d'ouvrages ou d'articles de référence ou si vous connaissez des sites web de qualité traitant du thème abordé ici, merci de compléter l'article en donnant les références utiles à sa vérifiabilité et en les liant à la section « Notes et références ».
La bibliothèque Abbé-Grégoire est une bibliothèque municipale située à Blois, en France. Elle a été inaugurée le 21 septembre 1997. Elle est aujourd'hui le principal espace culturel de la Communauté d'agglomération de Blois « Agglopolys ».

## Historique
La ville de Blois a vu naître sa première bibliothèque en 1793. Elle ouvre ses portes au public en juillet 1799 à la suite de l’influence de l’Abbé Grégoire. Ses premiers locaux ont été l'évêché, puis elle a déménagé dans l'ancien Hôtel de ville. En 1888, elle est transférée au château de Blois dans l'aile dite de Gaston d'Orléans. Cependant, ses locaux se révélant inadaptés, la construction d'un bâtiment dédié spécialement à la bibliothèque débute en 1989.

## Architecture

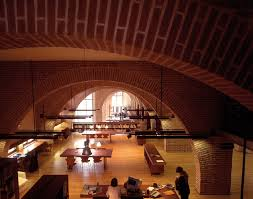
L'architecture intérieure.

La bibliothèque s'étend sur une surface de 9 700 m2. L'architecte de la bibliothèque est Jean Harari. Elle possède une architecture moderne. L'édifice s'inscrit dans la place piétonne Jean-Jaurès. L'établissement est composé de colonnades, de grands murs en béton brut, d'arcs en brique, de pierres massives, de grandes baies vitrées encadrées d'acajou et d'un toit en cuivre. Sur les terrasses de la bibliothèque, au troisième étage, se trouvent des ruches, visibles à partir des grandes baies vitrées. Cette opération Abeille sentinelle de l'environnement a été mise en place par Agglopolys, en partenariat avec le syndicat des apiculteurs du Loir et Cher.

## Organisation

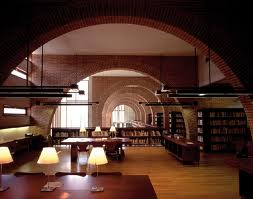
Le 1er étage, l'espace pour les adultes.

La bibliothèque s'organise sur six niveaux.
Au sous-sol, se trouve un auditorium où ont lieu des conférences et des projections culturelles.
Au rez-de-chaussée, nous retrouvons l'accueil, l'espace jeunesse et le service informations et actualités ainsi qu'un espace d'expositions temporaires. L'espace jeunesse regroupe les contes, les romans, les albums de jeunesse, les bandes dessinées et les mangas, les documentaires jeunesse ou encore les livres-audio et les cédéroms. Des moments de lecture sont également programmés avec des professionnels auprès du jeune public.
Le premier étage est consacré à la section adultes où l'on peut trouver des bandes dessinées, des ouvrages de fiction, des ressources documentaires et des fonds patrimoniaux et historiques.
Au deuxième étage, se trouve la bibliothèque universitaire de Blois de l'université François-Rabelais où les étudiants ont un libre accès aux ouvrages dans les disciplines suivantes : informatique, mathématiques, techniques de l'ingénieur, droit, gestion et sciences de la nature et du paysage.
Le troisième étage est dédié au fonds patrimonial : le fonds général, les livres contemporains et les livres d'artistes, le fonds local, les manuscrits, les fonds iconographique et la presse ancienne.
Au quatrième et dernier étage, il s'agit d'un espace multimédia avec une location de jeux vidéo, de DVD, de CD audio et partitions.